# Herman Cosijns
Herman Cosijns est un chanoine catholique belge. Il est secrétaire général de la Conférence épiscopale de Belgique de 2011 à 2023.

## Carrière
Herman Cosijns a été ordonné prêtre en octobre 1972 par Léon-Joseph Suenens.
Il a été doyen de l'église Notre-Dame à Laeken  et recteur de la Basilique nationale du Sacré-Cœur à Koekelberg.
En 2010, il devient vicaire épiscopal temporaire du vicariat de Bruxelles, succédant à Jozef De Kesel.
Depuis septembre 2011, il est secrétaire général de la Conférence épiscopale de Belgique. Il succède à Étienne Quintiens. Jusqu'en août 2020, il était également directeur du Centre interdiocésain de Bruxelles, où il a été remplacé par Paul Delva. 
Il est également cofondateur et coordinateur du groupe de réflexion Logement Social du projet Bethlehem et membre du conseil consultatif du centre de documentation KADOC (KU Leuven).
En décembre 2014, le Parlement flamand organise des auditions sur la question des adoptions forcées : Dans les années 1960 à 1980, des femmes en difficulté ont été incitées à abandonner leur bébé à la naissance, pour qu'il soit adopté. Lors de son audition, Herman Cosijns fait sensation en déclarant qu'il est faux de parler d'adoptions forcées.  
En décembre 2021, après l'enquête menée par les journalistes Ruben Brugnera et Marieke Brugnera en collaboration avec l'émission télévisée RTBF #Investigation, les magazines Le Vif et Knack, les organisations de lutte contre la pauvreté Poverello et Rafaël - gérées par des religieux ou des personnes proches de l'Église - sont sous le feu des critiques. L'ASBL Rafaël à Anderlecht se serait rendue coupable d'exploitation d'anciens résidents, de conflits d'intérêts et détournements d'argent. Quant à l'ASBL Poverello, malgré un compte bancaire bien rempli et beaucoup de biens immobiliers en sa possession, la célèbre organisation à but non lucratif ne dépenserait pratiquement pas d'argent pour les pauvres, et des dizaines de millions d'aides aux démunis restent inutilisés. Dans l'entretien avec les journalistes diffusé par la RTBF, Herman Cosijns répond aux critiques et aux bénévoles abasourdis,. 
Il quitte sa fonction de secrétaire général en mars 2023.